# Sextus Otto Lindberg
Sextus Otto Lindberg (Stockholm, 29 maart 1835 - Helsinki, 20 februari 1889) was een Zweedse arts en botanicus, bekend als bryoloog.

## Biografie
Hij werd geboren in Stockholm en studeerde in Uppsala. Hij werkte in het Groothertogdom Finland, dat toen deel uitmaakte van het Russische Rijk. Hij werd hoogleraar botanie en decaan van de faculteit natuurkunde-wiskunde aan de Universiteit van Helsingfors.
Hij werd geëerd met de geslachtsnaam Lindbergia in de familie Leskeaceae, gepubliceerd door de Zweedse bryoloog Nils Conrad Kindberg in 1897. Zijn zoon Harald werd geëerd met de geslachtsnaam Lindbergella in de familie Poaceae, uitgegeven door de Ierse botanicus Norman Loftus Bor in 1969.
Lindberg stierf in Helsingfors. Hij was de vader van de botanicus Harald Lindberg (1871–1963).
De standaard auteursafkorting Lindb. wordt gebruikt om deze persoon als auteur aan te duiden bij het citeren van een botanische naam.